# لی–انفیلد
لی–انفیلد (به انگلیسی: Lee–Enfield) نوعی تفنگ جنگی انگلیسی ساخت بریتانیا بود که در سال ۱۸۹۵ طراحی و تولید شد.
این تفنگ گلوله‌های با کالیبر ۰٫۳ را شلیک می‌کند.

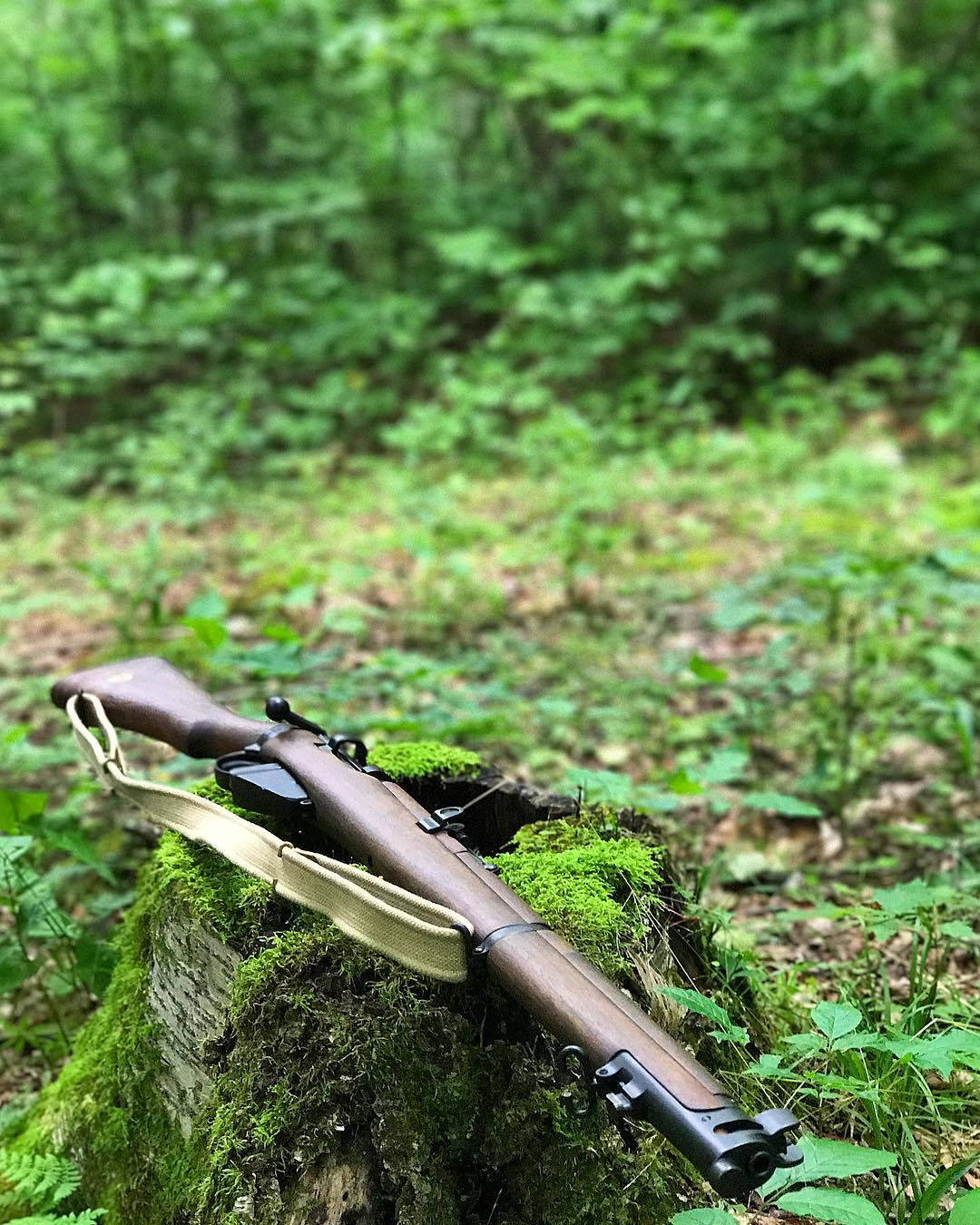